# ケヴィン・セールドラーイエルス
ケヴィン・セールドラーイエルス（Kevin Seeldraeyers、1986年9月12日 - ）は、ベルギー、アントウェルペン州・ボーム出身の自転車競技(ロードレース)選手。

## 経歴
2007年、クイックステップと契約。
2008年、ジロ・デ・イタリア初出場(総合73位)。
2009年
- パリ〜ニース新人賞(総合7位)を獲得。
- ジロ・デ・イタリアでは、第16ステージにおいて大崩れしたトーマス・ルヴクヴィストに替わって新人賞部門でトップに立ち、そのまま最終ステージまで守りきった。また、総合でも14位に入った。
- しかし、心臓肥大の恐れがあるという診断が出ており、今後の懸念材料となっている[1]。

2011年
- カタルーニャ一周 総合9位

2012年、アスタナへ移籍。